# Strickland Brothers Lepea
Strickland Brothers Lepea là một câu lạc bộ bóng đá Samoa đến từ Lepea, hiện tại đang thi đấu ở Samoa National League.

## Lịch sử
Các nguồn cho rằng đội bóng đổi tên thành Tunaimato Breeze cho giải đấu Premier League Cup Champ of Champs 2004, và thi đấu dưới tên đó ở cả mùa giải Samoa National League 2005 mà họ vô địch, cũng như Vòng sơ loại của OFC Club Championship 2006 Một câu lạc bộ cũng có tên này thi đấu ở mùa giải 2005, và các nguồn tin cho rằng mặc dù đội bóng này tự nguyện giáng xuống hạng để dành chỗ cho Tunaimato Breeze, nhưng có người cho rằng đó là do sự đổi tên để trở thành đội dự bị thi đấu ở Second Division.

## Danh hiệu
- Samoa National League: 4

2002, 2003, 2004, 2005